# Detlef Michel
Detlef Michel (ur. 13 października 1955 w Berlinie) – wschodnioniemiecki lekkoatleta specjalizujący się w rzucie oszczepem.
W 1980 oraz 1988 roku bez powodzenia startował w igrzyskach olimpijskich. Mistrz świata z Helsinek z 1983. Dwukrotny medalista mistrzostw Europy. Był zawodnikiem leworęcznym. Michel reprezentował berliński klub sportowy i trenował z Peterem Börnerem. Karierę skończył w 1990 roku. Rekord życiowy: 96,72 (8 czerwca 1983, Berlin Wschodni).

## Osiągnięcia
| Rok  | Impreza                | Miejsce   | Pozycja           | Wynik |
| ---- | ---------------------- | --------- | ----------------- | ----- |
| 1978 | Mistrzostwa Europy     | Praga     | 4. miejsce        | 85,46 |
| 1980 | Igrzyska olimpijskie   | Moskwa    | el. – 13. miejsce | 78,34 |
| 1981 | Finał A pucharu Europy | Zagrzeb   | 1. miejsce        | 90.86 |
| 1982 | Mistrzostwa Europy     | Ateny     | 3. miejsce        | 89,32 |
| 1983 | Mistrzostwa świata     | Helsinki  | 1. miejsce        | 89,48 |
| 1983 | Finał A pucharu Europy | Londyn    | 2. miejsce        | 85,72 |
| 1984 | Przyjaźń-84            | Moskwa    | 2. miejsce        | 88,32 |
| 1986 | Mistrzostwa Europy     | Stuttgart | 2. miejsce        | 81,90 |
| 1988 | Igrzyska olimpijskie   | Seul      | el. – 17. miejsce | 77,70 |